# Il ponte sul fiume Kwai (romanzo)
Il ponte sul fiume Kwai è un romanzo di Pierre Boulle pubblicato nel 1952.

## Ambientazione
Il romanzo è ambientato nel periodo della seconda guerra mondiale in un campo di concentramento situato nella Thailandia occupata dall'esercito nipponico. La costruzione del ponte e di un intero percorso ferroviario che doveva servire alle necessità degli occupanti è una vicenda storica, sono invece d'invenzione le figure singole e gli episodi particolari.

## Personaggi
- Nicholson : colonnello inglese
- Clipton : comandante medico inglese
- Hughes : maggiore inglese
- Reeves : capitano inglese
- Yamashita : generale giapponese
- Saito : colonnello giapponese
- Green : colonnello della "forza 316"
- Shears : maggiore della "forza 316"
- Warden : capitano della "forza 316"
- Joyce : membro della "forza 316"

## Trama
La trama è in parte ispirata dalle esperienze dirette dell'autore. Durante il secondo conflitto mondiale, in un luogo imprecisato della giungla del sud-est asiatico compreso tra Birmania e Tailandia. Truppe militari inglesi sono costrette ad arrendersi alle truppe di invasione giapponesi, per ordine di Sua Maestà britannica. Le truppe inglesi hanno solo due scelte: fuggire nella giungla, disobbedendo agli ordini superiori, oppure arrendersi. Il colonnello inglese Nicholson vede una sola possibilità, arrendersi ai giapponesi. Lui e tutti gli uomini al suo comando si allineano in una radura tra gli alberi della giungla per la consegna formale delle armi alle truppe giapponesi.
I giapponesi arrivano al campo inglese ed imprigionano tutti i soldati e gli ufficiali presenti. Dopo pochi giorni i Britannici vengono trasferiti, a piedi, in un luogo vicino al fiume Kwai. Lo scopo è quello di utilizzarli come manovalanza per la costruzione di un ponte ferroviario, che servirà alle truppe giapponesi per avere un collegamento diretto tra il golfo del Bengala, Bangkok e Singapore.
Il colonnello giapponese Saito ha ricevuto un ordine ben preciso; deve provvedere alla costruzione di un ponte ferroviario sul fiume Kwai con tutti i mezzi possibili a sua disposizione ed in pochi mesi. Saito pensa di usare tutti i prigionieri, ufficiali compresi, come manovali, ma Nicholson ha un'idea molto diversa. Tra Saito e Nicholson si svolge una guerra dei nervi. Saito prova a piegare la volontà di Nicholson imprigionandolo. Intanto i giapponesi incominciano a far costruire il ponte da loro progettato.
Il tempo passa e la costruzione del ponte non progredisce, anche grazie ai sabotaggi degli stessi operai inglesi obbligati alla sua costruzione. Quando il colonnello Saito capisce che, senza l'aiuto del colonnello Nicholson, non riuscirà a costruire il ponte nel tempo previsto, capitola. Gli accordi sono semplici, gli ufficiali inglesi coordineranno i loro soldati e ne saranno direttamente responsabili.
Dopo l'accordo con Saito il colonnello Nicholson decide di supervisionare, insieme ai suoi ufficiali, tutto il lavoro sinora svolto. La diagnosi è impietosa, tutto il lavoro svolto è completamente inutile, i materiali utilizzati sono di qualità scadente e persino il luogo della costruzione è errato visto che il terreno è cedevole. Tutto questo dimostra che l'ingegnere giapponese, incaricato di progettare e supervisionare la costruzione del ponte, non è all'altezza del compito affidatogli.
Nicholson, dopo essersi consultato con i suoi ufficiali, decide di parlare con Saito per spiegargli i vari difetti del ponte in costruzione. Da principio Saito crede che sia un trucco per perdere tempo, poi si convince che gli inglesi sanno bene quello che dicono. Per cui si accordano, gli inglesi progetteranno e costruiranno un "vero" ponte, ma gli ufficiali non faranno nessun lavoro manuale e saranno responsabili di tutti i loro soldati e del loro lavoro svolto.
Nel frattempo, a Calcutta, il colonnello Green, del reparto speciale dei guastatori (chiamato "forza 316" o "Plastic & Destruction Co. LTD"), è incaricato di ostacolare l'avanzata giapponese nel sud-est dell'Asia. Tra i vari obbiettivi presi in esame c'è la ferrovia in costruzione tra la Birmania e la Tailandia. E tra tutti i punti esaminati c'è un ponte, anch'esso in costruzione, che risulta proprio essere l'ideale per bloccare i giapponesi per molto tempo.
I Siamesi sono scontenti dei "liberatori" giapponesi, visto che si comportano peggio dei dominatori inglesi, per cui decidono di collaborare con loro per scacciare l'esercito giapponese. Intanto, al quartier generale della "forza 316", incominciano ad arrivare dei resoconti sulla ferrovia e sui vari ponti in costruzione. Il colonnello Green decide che bisogna andare a vedere quel ponte prima di poter decidere cosa fare, per cui incarica Joyce di andare ad effettuare un sopralluogo.
Dopo un viaggio veramente spossante ed infernale, Joyce si trova davanti al ponte in costruzione. Si rende conto immediatamente che è un ottimo progetto e anche la sua costruzione è veramente ben fatta. È un ponte enorme ed imponente e cresce di giorno in giorno, il più bel ponte che Joyce abbia mai visto in quella parte del mondo.
Dopo aver fatto ritorno alla base racconta quello che ha visto ai suoi superiori che prendono una decisione. Quello sarà il loro obbiettivo, ma bisogna tenere il tutto il più segreto possibile. Il romanzo continua con gli uomini della "forza 316" che, dopo enormi difficoltà, riescono a minare il ponte con l'intenzione di farlo saltare quando il primo treno, dei giapponesi, ci passerà sopra. Nel periodo, dopo averlo minato e prima che il treno arrivi, il livello del fiume cala mettendo allo scoperto le cariche esplosive piazzate. Sarà proprio il colonnello Nicholson ad accorgersi del sabotaggio e ad opporsi, nel drammatico finale, alla sua completa riuscita.

## Versione cinematografica
Dal libro è stato tratto il celeberrimo film omonimo diretto da David Lean nel 1957. Gli interpreti principali sono Alec Guinness e William Holden.

## Edizioni
- Il ponte sul fiume Kwai, traduzione di Enrica e Giuseppe Ciocia, Collana Universa n.15, Torino, SAIE, 1955,  p. 220.
- Il ponte sul fiume Kwai, Collana I Libri del Pavone n.200, Milano, Mondadori, 1959. - Oscar Mondadori, 1965.